# Вахитов, Гадель Галяутдинович
Гаде́ль Галяутди́нович Вахи́тов (31 декабря 1928, Стерлитамак, БАССР — 8 августа 2014) — российский учёный, общественный деятель, изобретатель. Доктор технических наук (1965), профессор (1967). Лауреат Премии Совета Министров СССР (1981) и Государственной премии Казахстана (1984), премии им. И. М. Губкина (1969, 1981).

## Биография
В 1951 г. окончил с отличием Уфимский нефтяной институт. После окончания УНИ (1951) до 1953 работал в Ишимбае. Горный инженер промысла Кинзебулатово нефтепромыслового управления «Ишимбайнефть», преподаватель Ишимбайского нефтяного техникума БАССР (1951—1953).
С 1953 в Москве.
В 1953—1956 аспирант и научный сотрудник ВНИИнефть.
В 1956—1971 заместитель директора по научной работе, директор Татарского НИПИ нефтяной промышленности.
В 1971—1986 директор ВНИИнефть — головного института Миннефтепрома в области разработки нефтяных и газовых месторождений.
В 1986—1990 заместитель генерального директора межотраслевого научно-технического комплекса «Нефтеотдача».
С 1990 заместитель директора по научной работе в институте НИПИморнефтегаз на совместном советско-вьетнамском предприятии «Вьетсовпетро».
В 1995—2003 начальник отдела разработки и повышения нефтеотдачи нефтяных месторождений ООО "Научно-инженерный центр НК «Лукойл».
С 2003 — профессор Российский государственный университет нефти и газа им. И. М. Губкина.
Участвовал в разработке нефтяных месторождений России, Казахстана, Алжира, Вьетнама, Ирака.
Доктор технических наук (1965), профессор (1967).
В 1967—1971 депутат ВС ТАССР, зам. Председателя ВС ТАССР. С 1980 по 1989 год — член Комитета по Государственным и Ленинским премиям в области науки и техники.

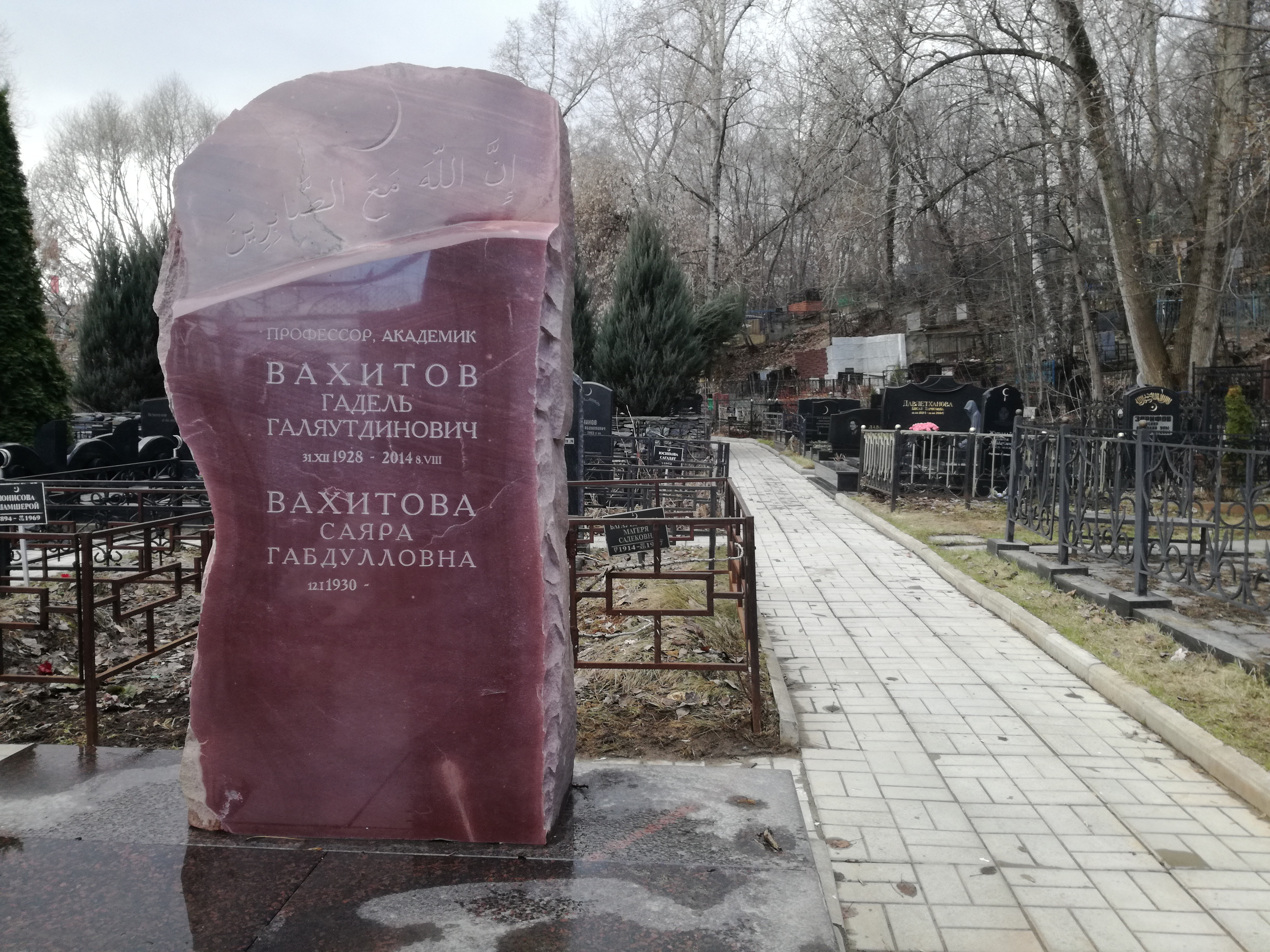
Могила Вахитова

Похоронен на Даниловском мусульманском кладбище в Москве.

## Награды и звания
- 1965 — Заслуженный деятель науки и техники Татарской АССР
- 1969 — Премия имени И. М. Губкина
- 1981 — Премия имени И. М. Губкина
- 1981 — Премия Совета Министров СССР
- 1984 — Государственная премия Казахской ССР
- Орден Ленина
- Орден Трудового Красного Знамени
- Золотая медаль ВДНХ.

## Членство в организациях
- член общественной организации «Международная академия информатизации»
- 1997 — член Российской академии естественных наук (РАЕН)
- 1998 — член Международной академии наук и искусств (МАНИ)
- 1999 — почётный член Академии наук Республики Татарстан.